# Djupedal (naturreservat)
Djupedal är ett naturreservat i Askersunds kommun i Örebro län.
Området är naturskyddat sedan 2009 och är 30 hektar stort. Reservatet omfattar en sprickdal med äldre barrskog och lövträd på sidorna och på botten blandsumpskog med främst gran, björk och klibbal.